# 鈉離子通道開放劑
鈉離子通道開放劑（英語：Sodium channel opener），是一種促進離子通過鈉離子通道傳輸的化學物質。